# Herb gminy Iłów
Herb gminy Iłów – symbol gminy Iłów.

## Wygląd i symbolika
Herb przedstawia na tarczy w polu czerwonym srebrną bramę miejską, a w jej wejściu złotego wspiętego lwa, najprawdopodobniej nawiązującego do herbu Prawdzic. Jest to historyczny symbol miasta Iłów.